# Brecha digital en Cuba
La brecha digital en Cuba se refiere a los problemas que existen en torno a la digitalización de este país, ya sea en el uso o en el efecto que tienen las Tecnologías de la información y Comunicación (TIC) en las distintas esferas sociales del país.
Cuba está en el puesto 159 en el Speedtest Global Índex ocupando el último lugar en Banda ancha y estando muy lejos de sus vecinos Haití y Jamaica. En internet móvil ocupa el lugar #99 superando a países como Perú y Chile.

## Antecedentes
La isla tuvo su primera conexión a la red en los 90 a pesar de la Ley Torricelli aprobada en 1992, la cual limitaba la contratación de la vía satelital, ya que esta tenía que ser convenida con empresas norteamericanas o una subsidiaria.  
En 2019 en este país el porcentaje de personas con acceso a internet alcanzó el 49%, mientras que en el Informe nacional voluntario 2021 sobre el cumplimiento de la agenda 2030, este porcentaje subió al 64% superando al promedio mundial de 59% según el Global Digital Yearbook del 2020. Los indicadores físicos de las Tecnologías de la información y la comunicación (TIC) entregadas por la Oficina nacional de estadísticas e información de Cuba, mostraron que en 2019 la cantidad de habitantes que tenían acceso a un computador personal por cada mil habitantes era de 109, teniendo una caída respecto a años anteriores.

## Dimensiones

#### Brecha de género
La brecha digital de género en Cuba aumenta año a año, especialmente en la seguridad que esta ofrece para las mujeres, desde el alza en la conectividad cubana en 2018, se han registrado varios casos de ciberacoso, discriminación y pornovenganza. En Cuba no existen leyes que manejen estos temas y los acusados reciben penas leves.

#### Brecha geográfica
Geográficamente, la brecha digital está marcada por las áreas wifi de ETECSA que actualmente alcanzan las 1095 áreas disponibles, dejando de lado algunas zonas o impidiendo disfrutar la conexión a internet en el hogar, obligando al usuario a ir a un parque wifi.

#### Brecha económica
A nivel económico la relación internet y dinero es distante, la mayoría del pueblo cubano dice que el internet es caro, teniendo la tarjeta temporal de 5 horas un valor de 125 pesos cubanos. El sueldo mínimo en Cuba es de 2100 pesos cubanos.

## Infraestructura
El país caribeño, posee un déficit en la infraestructura de los servicios de telecomunicaciones a comparación del resto de los países subdesarrollados, servicios como la telefonía móvil, datos móviles o banda ancha fija han sido algunas de las variables que han marcado una mayor diferencia a comparación de sus vecinos que han optado por una mayor inversión en estas aristas. Desde el 2007, se ha implementado un plan para el desarrollo de la telefonía móvil. Mientras que, por otra parte, la calidad de este medio aún sigue en desarrollo. De las líneas activas hasta el 2018, el 35 % de la población utiliza 2G, 45 % 3G y 20 % 4G.

## Accesibilidad y Formación
Por otra parte, el Ministerio de Comunicaciones de Cuba (MINCOM) con ánimos de promover mayor accesibilidad e inversión en la banda ancha, en el año 2015 lanzó la Estrategia Nacional para el desarrollo de la infraestructura de conectividad de banda ancha en Cuba. De esta forma, se buscará promover el alcance de ciertos objetivos con una proyección hacia el 2030. Si bien, aunque esta medida busca impulsar la banda ancha, también propone establecer las bases a futuro para la implementación de una Política Integral para el perfeccionamiento de la informatización de la sociedad en Cuba. A través de esta medida se busca una formación y guía a las entidades nacionales y a la población en desarrollo, explotación y utilización de los servicios de las comunicaciones. 

## Efectos sociales
Si bien, aunque se promueve el uso de la banda ancha y la implementación de esta nueva tecnología. Durante las protestas en Cuba del año 2021 la banda ancha fue esencial para este proceso y en gran medida el significado de la libertad de esta iba en contra de las regulaciones propias del estado. Por lo que gran parte de la población, decidió utilizar canales ajenos (VPN) que permitan expresarse según su criterio y no del Estado.   

## Controversias
La censura del internet ha provocado un aumento en la utilización de VPN para poder acceder a otros sitios que son bloqueados. A nivel social la censura, el acoso y la baja velocidad de internet supuso un enojo en contra del gobierno que terminó en varias protestas en 2021, algunas de ellas contra la censura y la baja calidad de internet. El gobierno cubano acusó estas protestas de ciberterrorismo.